# Eodiaptomus
Eodiaptomus é um género de crustáceo da família Diaptomidae.
Este género contém as seguintes espécies:
- Eodiaptomus lumholtzi
- Eodiaptomus shihi